# Mouliherne
Mouliherne ist eine französische Gemeinde mit 800 Einwohnern (Stand 1. Januar 2022) im Département Maine-et-Loire in der Region Pays de la Loire.

## Geografie
Mouliherne liegt in der Landschaft Baugeois im Zentrum ausgedehnter Eichenwälder, so befindet sich im Norden der Forêt de Chandelais, im Westen der Forêt de Monnaie. Es wird von der Riverolle durchflossen. Mouliherne ist auch Schnittpunkt der Départementsstraßen D 58, D 59 und D 62.

## Geschichte
Der Name Mouliherne leitet sich von der ursprünglichen Bezeichnung Molendinum Herbe ab. Im 15. Jahrhundert war Mouliherne Landsitz der namhaften Adelsfamilie de la Touche. Am 13. November 1565 hielt sich der fünfzehnjährige Karl IX. mit seiner Mutter Katharina von Medici und dem damals zwölfjährigen, späteren Henri IV. in Mouliherne auf. 
Ab dem Jahr 1790 war Mouliherne kurzzeitig Hauptort eines Kantons, der aber wenig später aufgelöst und größtenteils dem Kanton Longué zugeschlagen wurde.
| Bevölkerungsentwicklung | Bevölkerungsentwicklung | Bevölkerungsentwicklung | Bevölkerungsentwicklung | Bevölkerungsentwicklung | Bevölkerungsentwicklung | Bevölkerungsentwicklung | Bevölkerungsentwicklung | Bevölkerungsentwicklung |
| ----------------------- | ----------------------- | ----------------------- | ----------------------- | ----------------------- | ----------------------- | ----------------------- | ----------------------- | ----------------------- |
| Jahr                    | 1962                    | 1968                    | 1975                    | 1982                    | 1990                    | 1999                    | 2009                    | 2018                    |
| Einwohner               | 1258                    | 1248                    | 1192                    | 1079                    | 951                     | 854                     | 911                     | 835                     |

## Sehenswürdigkeiten

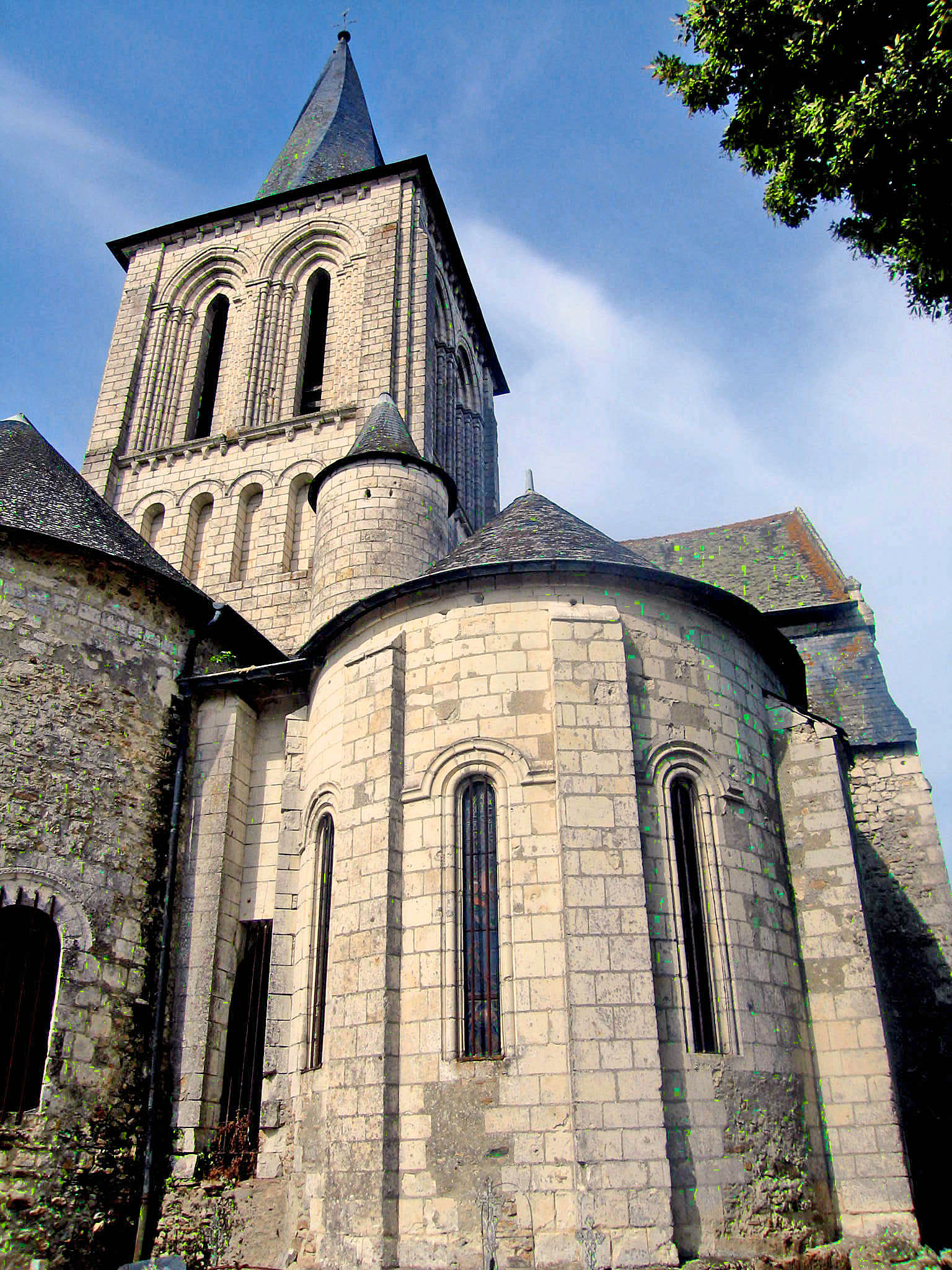
Kirche St. Germain

Siehe auch: Liste der Monuments historiques in Mouliherne
Die  romanische Kirche St. Germain im Norden des Ortszentrums nimmt eine dominierende Position ein. Sie wurde im 11. Jahrhundert anstelle eines 1049 zerstörten Kastells erbaut. Die Kirche besitzt eine der für die Gegend typischen verdrehten Turmspitzen,  wie sie auch in einigen anderen Orten des Baugeois (z. B. Fontaine-Guérin, Pontigné) zu finden sind. Sie gilt als eine der schönsten Kirchen im Anjou. Im Inneren sind frühmittelalterliche Ausgrabungsfunde ausgestellt, die im südlichen Gemeindebereich 1975 entdeckt wurden. – Auf dem Friedhof befindet sich ein Beinhaus aus dem 12. Jahrhundert, in seiner Art einzigartig im Anjou. – Am Eingang zum alten Ortskern steht ein Waschhaus aus dem 14. Jahrhundert.